# Chodak Czerkasy
Chodak Czerkasy (ukr. Футбольний клуб «Ходак» Черкаси, Futbolnyj Kłub "Chodak" Czerkasy) – ukraiński klub piłkarski z siedzibą w Czerkasach.

## Historia
Chronologia nazw:
- 2004—...: Chodak Czerkasy (ukr. «Ходак» Черкаси)

Drużyna piłkarska klubu Chodak została założona w Czerkasach w 1998 i reprezentowała miejscowe przedsiębiorstwo o identycznej nazwie. Zespół najpierw występował w rozgrywkach lokalnych, a w 2004 został zarejestrowany jako klub i startował w rozgrywkach mistrzostw i Pucharu obwodu czerkaskiego. W sezonie 2006 debiutował w Mistrzostwach Ukrainy spośród drużyn amatorskich i zdobył brązowe medale. W następnym sezonie ponownie występował w rozgrywkach Mistrzostw i Pucharu Ukrainy spośród drużyn amatorskich. Równolegle bierze udział w rozgrywkach mistrzostw i Pucharu obwodu czerkaskiego.

## Sukcesy
- brązowy medalista Mistrzostw Ukrainy spośród drużyn amatorskich:

2006
- finalista Pucharu Ukrainy spośród drużyn amatorskich:

2009
- mistrz obwodu czerkaskiego:

2005, 2006, 2008
- wicemistrz obwodu czerkaskiego:

2004
- brązowy medalista mistrzostw obwodu czerkaskiego:

2007
- zdobywca Pucharu obwodu czerkaskiego:

2007, 2009

## Znani piłkarze
- Ołeh Tarasenko

## Inne
- Dnipro Czerkasy
- Sławutycz Czerkasy